# Blagoevgrad
Blagoevgrad (in bulgaro Благоевград?, già Горна Джумая, Gorna Džumaja) è una città di 70 881 abitanti della Bulgaria sud-occidentale, centro amministrativo del distretto omonimo. 

## Geografia fisica
Si trova nella valle del fiume Strimone, alla confluenza del piccolo fiume Bistrica, a pochi chilometri dal massiccio montuoso del Pirin. È situata a 100 km a sud della capitale Sofia.

## Storia
In antichità, il borgo trace di Skaptopara (da scepta, "città", e para, "mercato", in senso generico) si trovava nel luogo dove oggi sorge Blagoevgrad. La posizione era strategica, poiché situata tra il mar Egeo e la pianura danubiana, nel bacino del fiume Strimone.
La regione fu conquistata dai Romani nel I secolo a.C. Fu più tardi abitata da tribù slave e per un lungo periodo dagli ottomani, che la chiamarono Yukarı Cuma. Durante la dominazione turca fu sede di una kaza e inclusa nel territorio del Sangiaccato di Serres. 
Fu conquistata dall'esercito bulgaro durante le prime fasi della prima guerra balcanica e ribattezzata, Горна Джумая Gorna Džumaja. Dopo la sconfitta ottomana la maggior parte popolazione turca e musulmana abbandonò la città. Vennero rimpiazzati da centinaia di famiglie di profughi bulgari provenienti dalla Macedonia e dalla costa egea.
Nel 1950 la città fu poi ribattezzata con il nome del fondatore del Partito Socialdemocratico Bulgaro, Dimităr Blagoev.

## Cultura

### Istruzione

#### Università
Blagoevgrad ospita due università: l'Università americana in Bulgaria e l'Università del Sud-Ovest Neofita di Rila.

## Geografia antropica

### Località
Il comune è formato dall'insieme delle seguenti località:
- Blagoevgrad (sede comunale)
- Bălgarčevo
- Belo pole
- Bistrica
- Bučino
- Cerovo
- Dăbrava
- Debočica
- Delvino
- Drenkovo
- Elenovo
- Gabrovo
- Gorno Hărsovo
- Izgrev
- Klisura
- Leško
- Lisija
- Logodaš
- Marulevo
- Moštanec
- Obel
- Padeš
- Pokrovnik
- Rilci
- Selište
- Zelendol

## Sport

### Calcio
La principale squadra calcistica della città è il Pirin Blagoevgrad.